# Robert Mueller
Robert Swan Mueller III. (* 7. srpna 1944 New York) je americký právník, bývalý ředitel FBI (2001–2013) a v období let 2017 až 2019 zvláštní poradce ministerstva spravedlnosti USA pro vyšetřování údajného ruského vměšování do amerických prezidentských voleb v roce 2016.

## Život

### Studia a účast ve válce
Do roku 1962 navštěvoval internátní St. Paul's School ve státě New Hampshire. Poté studoval na Princetonské univerzitě a získal bakalářský titul BA v roce 1966. Pokračoval ve studiu na Newyorské univerzitě, kde obdržel magisterský titul MA v oboru mezinárodních vztahů v roce 1967. V roce 1968 nastoupil k námořní pěchotě Spojených států. Po ukončení vojenské služby se zapsal k dalšímu studiu na právnické fakultě Virginské univerzity (University of Virginia School of Law), kterou absolvoval v roce 1973.
V době vojenské služby byl důstojníkem u 3. divize námořní pěchoty USA. Zúčastnil se bojů ve vietnamské válce, kde získal několik vyznamenání: Bronzovou hvězdu, Purpurové srdce, dvě Pochvalné medaile námořnictva a po ukončení války také vietnamské vyznamenání Kříž za chrabrost.

### Prokurátor a ředitel FBI
Pracoval jako federální prokurátor v San Franciscu a poté v Bostonu. Roku 1989 se stal náměstkem ministra spravedlnosti Dicka Thornburgha; zabýval se kromě jiného případy panamského diktátora Manuela Noriegy a bombového útoku na let Pan Am 103 (tzv. aféra Lockerbie). V letech 1998–2001 byl prokurátorem ve státě Kalifornie. Dne 4. září 2001 složil přísahu a stal se ředitelem FBI. Týden po jeho nástupu do služby v nové funkci došlo k teroristickým útokům dne 11. září 2001.
V únoru 2003, měsíc před americkou invazí do Iráku, Mueller jako ředitel FBI svědčil před senátním výborem pro zpravodajské služby. Prohlásil, že Irák se snažil oklamat mezinárodní společenství, protože stále vlastnil zbraně hromadného ničení a existovalo nebezpečí, že poskytne teroristům chemické nebo biologické zbraně. Dále před výborem uvedl, že sedm států označených americkou vládou za státní sponzory terorismu — Írán, Irák, Sýrie, Súdán, Libye, Kuba a Severní Korea — působí proti Spojeným státům a nadále podporují teroristické skupiny, které útočí na Američany.

### Zvláštní vyšetřovatel ministerstva spravedlnosti
Dne 17. května 2017 byl Mueller jmenován zvláštním poradcem (Special Counsel), tzv. zvláštním vyšetřovatelem ministerstva pro vyšetřování údajných vazeb prezidentské kampaně Donalda Trumpa a nepřímo i jeho samotného na Rusko. Muellerovo jmenování a rozsah jeho kompetencí byl přivítán především politiky z řad Demokratické strany; prezident Trump naopak reagoval tweetem, že se jedná o „největší hon na čarodějnice v americké historii“. Samotný Mueller pak během celého vyšetřování čelil útokům Trumpa, jeho podporovatelů i představitelů Republikánské strany, kteří obviňovali Muellera mj. ze „zneužívání pravomocí“.
V srpnu 2017 Mueller ustavil velkou porotu a v říjnu vyšetřovatelé z jeho týmu vyslechli bývalého britského agenta Christophera Steela. Na konci října Mueller nechal zatknout a obvinil z praní špinavých peněz a mnoha dalších trestných činů amerického lobbistu a dočasného vedoucího Trumpovy prezidentské kampaně Paula Manaforta a jeho poradce Ricka Gatese, posléze obvinil bývalého poradce Bílého domu George Papadopoulose. V listopadu obvinil jako čtvrtého člověka z Trumpova okolí jeho bývalého poradce pro národní bezpečnost generála Michaela Flynna z falešného svědectví.
V únoru 2018 Mueller rozšířil Manafortova a Gatesova obvinění. V dubnu byla na základě Muellerova pátrání odsouzena k jednomu měsíci vězení první osoba – nizozemský právník Alex van der Zwaan. K dalším obviněným patřil bývalý Trumpův osobní právník Michael Cohen, údajně zapojený do styků s ruskými představiteli; v dubnu 2018 FBI prohledala jeho kancelář, dům a hotelový pokoj a zabavila množství dokumentů. V září 2018 se Paul Manafort na základě dohody s Muellerem u soudu přiznal ke dvěma spiknutím, v listopadu byl obviněn ze lhaní vyšetřovatelům FBI a v březnu 2019 pak byl na základě výsledků Muellerova šetření odsouzen mj. za finanční podvody ke 47 měsícům a ještě téhož měsíce za spiknutí proti USA a pokus ovlivnit svědky k dalším přibližně 3,5 letům vězení.
V roce 2018 začal Mueller vyšetřovat také možné vazby Donalda Trumpa a jeho spolupracovníků na Turecko, Izrael, Čínu, Katar, Saúdskou Arábii a Spojené arabské emiráty. V lednu 2019 byl zadržen a obviněn ze sedmi trestných činů další bývalý Trumpův volební poradce Roger Stone.
Celé vyšetřování bylo ukončeno v půlce března 2019. Za necelé dva roky Mueller nařídil 500 domovních prohlídek, vydal 2800 obsílek a na základě jeho šetření bylo obviněno, obžalováno či odsouzeno celkem 34 osob a 3 organizace; jeho tým 19 právníků, 40 agentů FBI, analytiků a dalších expertů vyslechl přibližně 500 svědků. Neveřejná závěrečná zpráva z vyšetřování byla předána ministrovi spravedlnosti Williamu Barrovi. Muellerova zpráva potvrdila ruský vliv v podobě mnoha spojení mezi jednotlivci s vazbami na ruskou vládu a několika činovníky Trumpovy volební kampaně, neprokázala však spáchání trestného činu ani vědomou spolupráci Donalda Trumpa samotného, jeho poradců nebo volebního týmu s Ruskem. V otázce posouzení toho, zda Trump v době výkonu prezidentské funkce bránil průchodu spravedlnosti (např. tím že zprostil funkce ředitele FBI Jamese Comeyho, zaujal Mueller neutrální stanovisko. V dubnu 2020 byla zveřejněna redigovaná verze Muellerovy zprávy a začátkem května byla tato verze vydána také knižně. Na konci května Mueller o svém vyšetřování poprvé promluvil veřejně; v krátkém prohlášení potvrdil ruské zásahy do voleb v roce 2016, oficiálně ukončil práci svého úřadu a rovněž oznámil ukončení svého vlastního působení na ministerstvu spravedlnosti. V červenci pak o své zprávě vypovídal v právním výboru Sněmovny reprezentantů, ale během dvouhodinového slyšení neuvedl žádné nové skutečnosti – pouze opakovaně odkazoval na informace již dříve uvedené v textu zprávy.
V únoru 2020 byl Roger Stone na základě výsledků Muellerova šetření odsouzen ke čtyřiceti měsícům vězení. V červnu byl odvolacím soudem zastaven proces s Michaelem Flynnem a v listopadu udělil prezident Trump Flynnovi milost. V prosinci 2020 byli pak postupně omilostněni i další z odsouzenců na základě Muellerova vyšetřování – George Papadopoulos, Paul Manafort a Roger Stone.